# The Chthonic Chronicles
The Chthonic Chronicles šesti je studijski album britanskog simfonijskog black metal-sastava Bal-Sagoth. Album je 10. ožujka 2006. u Europi objavila diskografska kuća Nuclear Blast, dok ga je u SAD-u 16. svibnja iste godine objavio Candlelight Records.

## Pozadina
Smatra se da je The Chthonic Chronicles posljednji album grupe. Prva se skladba na njezinom prvom albumu zove "Hatheg-Kla", a posljednja skladba na The Chthonic Chroniclesu zove se "Return to Hatheg-Kla", zaokružujući svoju epsku heksalogiju. Iako pjevač Bal-Sagotha Byron Roberts često govori o The Chthonic Chroniclesu kao "završetku heksalogije", to bi se također moglo odnositi na završetak ovog seta priča. Byron je izjavio da ima još mnogo tekstualnog materijala za mogući nastavak Bal-Sagotha.
The Chthonic Chronicles bio je ponovno objavljen u studenom 2011. u ograničenoj digipak inačici, koju je objavila podružnica Nuclear Blasta, Metal Mind Productions.  Na reizdanju se pojavila proširena knjižica s tekstovima, dodatne ilustracije i remasterirane skladbe.

### Tekstovi
Naziv albuma odnosi se na ključni dio priče u tekstovima pjesama, a same su kronike fikcijsko djelo Byrona Robertsa. Chthonic, riječ koja se jako rijetko pojavljuje, u književnosti su koristili T. S. Eliot, C. F. Keary i M. McCarthy te je grčkog podrijetla, a znači "zemljano", naročito u smislu podzemlja i duhova.
Bal-Sagotha tradicija tekstova koji se bave pretpotopnim područjima kao što su Atlantida, Lemurija i Mu ponovno je prisutna, a nazivi skladbi poput "Shackled to the Trilithon of Kutulu" uvelike su nadahnuti radom H. P. Lovecrafta. Skupina nastavlja prethodne priče (koje su započele na prethodnim albumima) u pjesmama "Invocations Beyond the Outer-World Night", "The Obsidian Crown Unbound" i "Unfettering the Hoary Sentinels of Karnak".

## Popis pjesama
Tekstovi: Byron Roberts, glazba: Jonny i Chris Maudling.
| 1.    | »The Sixth Adulation of His Chthonic Majesty«     | 4:20 |
| 2.    | »Invocations Beyond the Outer-World Night«        | 5:26 |
| 3.    | »Six Score and Ten Oblations to a Malefic Avatar« | 6:08 |
| 4.    | »The Obsidian Crown Unbound«                      | 5:58 |
| 5.    | »The Fallen Kingdoms of the Abyssal Plain«        | 4:38 |
| 6.    | »Shackled to the Trilithon of Kutulu«             | 4:02 |
| 7.    | »The Hammer of the Emperor«                       | 6:58 |
| 8.    | »Unfettering the Hoary Sentinels of Karnak«       | 4:22 |
| 9.    | »To Storm the Cyclopean Gates of Byzantium«       | 4:57 |
| 10.   | »Arcana Antediluvia«                              | 5:07 |
| 11.   | »Beneath the Crimson Vaults of Cydonia«           | 5:15 |
| 12.   | »Return to Hatheg-Kla«                            | 3:28 |
| 60:39 |                                                   |      |

## Recenzije
Alex Henderson, glazbeni kritičar sa stranice AllMusic, dodijelio je albumu četiri od pet zvjezdica te je izjavio: "Od ema preko post-grungea do screama introspekcija je bila glavni sastojak većine alternativnog rocka 1990-ih i 2000-ih nakon Neverminda. Ali jedno područje rocka poslije 1980-ih u kojem introspekcija nije prevagnula jest black metal. Black metal sastavi, sa svojim corpse paintom, teatralnošću shock rocka i odama okultnome ili poganstvu često nude velike doze fantastike i eskapizma ljudima u mosh pitu, a fantastički eskapizam upravo je ono što ćete naći na Bal-Sagothovom The Chthonic Chroniclesu. Ovo razrađeno, vrlo konceptualno djelo ne sadrži ni kap eskapizma; spajajući black metal s elementima power metala i progresivnog rocka, The Chthonic Chronicles prikazuje ambicioznu prirodu simfonijskog black metala. Dok su ostali simfonijski black metal CD-ovi opsjednuti okultnim i sotonističkim temama, The Chthonic Chronicles više se bavi znanstvenom fantastikom. Ako black metal (poput death metala) često funkcionira kao ekvivalent metal glazbe horor filmu, ovaj album ima više toga zajedničkog s Buckom Rogersom i Ratovima zvijezda. Neki puristi black metala smatraju da je rad Bal-Sagotha previše progresivan za svoje dobro, ali opet, album poput The Chthonic Chroniclesa ne snima se misleći na puriste black metala. Snažan, a opet melodičan, složen i zapetljan, ovaj CD nije za one koji vjeruju da samo najgrublji, najekstremniji black metal sastavi zaslužuju poštovanje. Ali netko tko je dovoljno širokih vidika da uživa u Dream Theateru, Queensrÿcheu i Rushu kao i Cradle of Filthu i Dark Funeralu vidjet će da je The Chthonic Chronicles odličan dodatak Bal-Sagothovom katalogu."

## Zasluge
| Bal-Sagoth - Byron Roberts – vokali, koncept naslovnice - Jonny Maudling – klavijature - Chris Maudling – gitara - Dan "Storm" Mullins – bubnjevi - Mark Greenwell – bas-gitara | Ostalo osoblje - Mags – inženjer zvuka (za vokale) - Achim "Akeem" Köhler – mastering - Martin Hanford – naslovnica, ilustracije |